# 제10기갑사단 (독일 연방방위군)
제10기갑사단(第10機甲師團, 독일어: 10. Panzerdivision)는 독일 연방 육군의 기갑 사단이다. 제1기갑사단와는 반대로 저강도 분쟁에 대응하고 다국적군의 평화 유지 임무를 일부 수행한다.
독일 남부 지역에 넓게 배치되어 있으며, 프랑스에 근거지를 둔 유럽군단에 편제되어 있다.

## 역사
연방 육군 사단 가운데 하나로 1959년 4월 1일 창설되었다. 창설 초기에는 기갑(전차) 및 기갑척탄(기계화보병) 부대로 구성되어 있었으나, 2021년 현재에는 산악전 부대를 포함하고 있다. 또 사단에는 독불여단이 포함되어 있다.
1993년 이후 수많은 해외 파병을 기록하였는데, 1993년부터 1994년까지 소말리아, 1995년부터 1996년까지 보스니아 헤르체고비나, 2000년 이후 발칸반도, 2002년과 2003년의 아프가니스탄 파병 등이 대표적이다.

## 편성

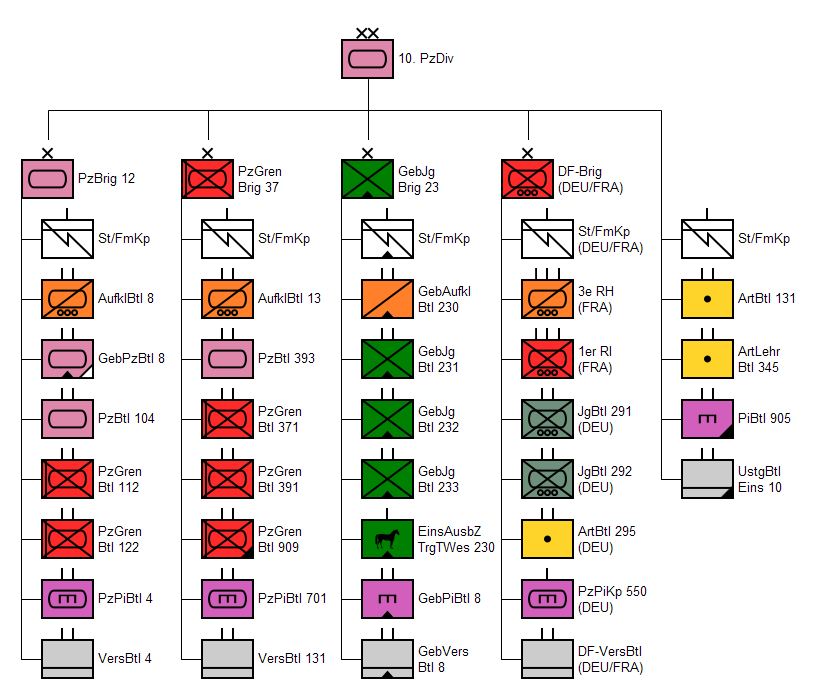
제10기갑사단 편성표

제10기갑사단
- 사단본부 (파이츠회히하임)
  - 통신중대
  - 제10군악대
- 제12기갑여단 "Oberpfalz" (캄)
  -  여단 본부 및 통신중대
  -  제104기갑대대
  -  제112기갑척탄병대대
  -  제122기갑척탄병대대
  -  제8정찰대대
  -  제4기갑공병대대
  - 제4통신대대
  -  제4보급대대
  -  제8산악기갑대대
- 제23산악병여단 "Bayern" (바트라이헨할)
  -  여단 본부 및 통신중대
  -  제230산악정찰대대
  -  제231산악엽병대대
  -  제232산악엽병대대
  -  제233산악엽병대대
  -  제8산악공병대대
  - 제210산악통신대대
  -  제8산악보급대대
  - 제230산악 노새 작전 및 훈련센터(독일어: Einsatz- und Ausbildungszentrum für Gebirgstragtierwesen 230)
- 제37기갑척탄병여단 "Freistaat Sachsen" (프랑켄베르크)
  -  여단 본부 및 통신중대
  -  제13정찰대대
  -  제363기갑대대
  -  제371기갑척탄병대대
  -  제391기갑척탄병대대
  -  제393기갑대대
  -  제909기갑척탄병대대
  -  제701기갑공병대대
  -  제131보급대대
- 독불여단 (뮐하임)
  -  여단 본부 및 통신중대
  -  제3후샤르연대(프랑스어: 3e régiment de hussards) - 프랑스군
  -  제1보병연대 - 프랑스군
  -  제291엽병대대(독일어: Jägerbataillon 291) - 독일군
  -  제292엽병대대 - 독일군
  -  제295포병대대 - 독일군
  -  프독보급대대 - 프랑스군 및 독일군 혼성
  -  제550기갑공병중대 - 독일군
- 제131포병대대 (바이덴)
- 제345포병교도대대 - 포병훈련대대 (이다-오버슈타인)
- 제905공병대대 (잉골슈타트)

### 해체 부대
- 제10통신대대 : 2007년 10월 1일 해체
- 제30기갑척탄병여단 : 2008년 3월 31일 해체

## 같이 보기
- 독일 육군